# Кинбаскет
Кинбаскет (Kinbasket Lake) је вештачко језеро на реци Колумбији у југоисточном делу Британске Колумбије. Формирано је подизањем Мика бране. На његовом месту се раније налазило мање природно језеро.